# P572
P572 (prononcé P-cinq-sept-deux) est une maison de disques et d'édition indépendante établie à Québec, fondée par Sam Murdock et Sébastien Leduc en 2004.
Jusqu'à maintenant, l'étiquette a fait paraître une centaine d'albums incluant The Singularity, Phase I & II de Thisquietarmy (Eric Quach) et Michel "Away" Langevin (Voivod), 3/4 et Prospare de Arthur Comeau, Songs for Harmonium and Drum Machine de Darren Hayman, Les années Monsieur de Keith Kouna, Désolé mouvement geste de Navet confit, une compilation des japonais Zoobombs ainsi que deux livres et plusieurs fanzines. Depuis 2012, plusieurs albums du groupe Les Goules et de Alaclair Ensemble ainsi que Darlène de Hubert Lenoir y ont été réédités sur disque vinyle en tirage limité et numéroté.
D'une collaboration France-Québec sont nées plusieurs co-parutions avec cinq étiquettes françaises : Cattule & Ramón, Platinum Records, À tant rêver du roi, Club Teckel et Renegat Records. Au Canada, certains projets ont été co-produits avec les maisons de disque suivantes : 7e ciel, Simone Records, Label Obscura et Mutefakemusic.
Parallèlement à ses activités avec P572, Sam Murdock travaille avec Gabriel Pelletier (graphiste) à la conception de visuel pour plusieurs artistes (Jérôme 50, Claude Bégin, Paule-Andrée Cassidy, Kid Kouna, etc) sous le nom de Team pochette. Le duo a remporté deux Félix pour la pochette de l'année avec Alaclair Ensemble en 2017 et  Koriass en 2019 à l'ADISQ.
Le nom P572 réfère à Productions et l'adresse où a été fondé l'étiquette : 572 rue Horatio-Nelson, quartier St-Roch, Québec.

## Artistes
- (swedish) Death Polka
- Alaclair Ensemble
- Arlequin
- Arthur Comeau
- Black Taboo
- Build a friend
- Christian Choquette
- Dany Vohl
- Darren hayman
- Docteur Culotte
- Don Matsuo
- Drahomira Song Orchestra
- Essertez
- Fabien Cloutier
- Fourche
- Gab Paquet
- Headache24
- Honey Pine Dresser
- HotKid
- Hubert Lenoir
- Jane Ehrhardt
- Joël Martel et les pépites d'or
- Juste Robert (Jean-Robert Drouillard)
- Keith Kouna
- Lesbo Vrouven
- Les Goules
- L'Orchestre d'hommes orchestre
- Mathématique
- Millimetrik
- Navet confit
- Oromocto Diamond
- Princess & Murdock
- Qz45
- Rotting Ebitan
- Second Hand Virgin
- Sol Hess
- Sol Hess & the Boom Boom Doom Revue
- Sol Hess & the Sympatik's
- Thisquietarmy X Away
- Tio Madrona
- Uberko
- VICE & V.I. STREET
- Zoobombs (en)

## Publication
- Œil Liquide - Fanzine d'Alexandre Fatta
- Bricolage photo - Fanzine de Pascale Mercier
- 5 ans de musique et de révolution - Livre de P572 & Chat Blanc Record
- 32 dents - Livre de P572 avec Julien Bakvis / Jimmy Beaulieu / Patrick Beaulieu / Raymond Biesinger / Paul Bordeleau / Luc Bossé / Pierre Bouchard / Iris Boudreau (Iris (auteur)) / Philippe D’Amours / Jérôme d'Aviau / Alexandra Desjardins / Julien Dufour / Sam Eckert / Mathieu Fortin / Vincent Giard / Pascal Girard / Philippe Girard / Marie-Pascale Hardy / Mathieu Labrecque / Alex Lemay / Laureline Mattiussi / Fred Mahieu / Alice Mainguy / Sam Murdock / OBV / Pishier / Maxime Rheault / Aadi Salman / *Seth A. Smith (en) / Valérie Sury / Sagana / Carl Vézina
- Portraits de Québec - Fanzine de Samuel Eckert
- Taxi Bruce Citation
- Boum BD 1 et 2 - Fanzines de Pierre Bouchard et Oromocto Diamond dans le cadre de Festival de la bande dessinée francophone de Québec